# レズ・アバシ
レズ・アバシ（Rez Abbasi、1965年8月27日 - ）は、パキスタン生まれのアメリカ人ジャズ・ギタリスト、作曲家、音楽プロデューサーで、ニューヨークを拠点としている。

## 略歴
アバシはパキスタンのカラチで生まれた。4歳の時、家族はロサンゼルスへと移住し、11歳でギターを始めた。10代前半はロック・バンドで演奏していた。ボーカルのエラ・フィッツジェラルドとギタリストのジョー・パスが出演したコンサートに感銘を受け、ジャズとクラシック音楽の道を歩み始めた。
アバシは南カリフォルニア大学とマンハッタン音楽学校でギターを学んだ。1989年の卒業後、インドで数ヶ月間、アラ・ラカに師事しタブラを学んだ。この経験が、インドとパキスタンの音楽への興味を掻き立てた。
彼はタブラ奏者の巨匠ウスタード・アラ・ラカに師事し、東西融合の音楽スタイルを確立するためにインドへ渡った。しかし、『ギター・プレイヤー』誌に語ったように、「シタールもサロードも習ったことはありません。どちらかを本当に演奏できるようになるには、他のすべてを諦めなければならなかったからです。だから、いわゆるジャズのストリート・レベルでいくつかのテクニックを学びました。……（私は）子供の頃からロックンロールやジャズ、その他のいろいろな音楽から影響を受けてきました」。
サックス奏者のルドレシュ・マハンサッパが率いる2つのグループ、インド・パキスタン・コアリションとダクシャニのメンバーを務め、妻であり歌手でもあるキラン・アルワリアのために演奏とアレンジを手がけてきた。また、ビリー・ハート、D・D・ジャクソン、デイヴ・リーブマン、デイヴ・ピエトロ、ゲイリー・トーマス、ゲイリー・ヴェルサーチ、ケニー・ワーナー、マーヴィン・スミス、リック・マーギッツァ、サニー・ジャイン、ティム・ヘイガンズ、トニー・マラビーとも共演している。

## ディスコグラフィ

### リーダー・アルバム
- Rez Abbasi (1993年、自主制作)
- Third Ear (1995年、Cathexis)
- Modern Memory (1998年、Cathexis)
- Out of Body (2002年、String Jazz)
- Snake Charmer (2005年、Earth Sounds)
- Bazaar (2006年、Zoho)
- Things to Come (2009年、Sunnyside)
- Natural Selection (2010年、Sunnyside)
- Suno Suno (2011年、Enja)
- Continuous Beat (2012年、Enja)
- 『栄光の70年代ジャズ～フュージョン作品集!』 - Intents and Purposes (2015年、Enja)
- Behind the Vibration (2016年、Cuneiform)
- Unfiltered Universe (2017年、Whirlwind)
- A Throw of Dice (2019年、Whirlwind)
- Django-Shift (2020年、Whirlwind)
- Oasis with Isabelle Oliver (2020年、Enja)
- Charm (2023年、Whirlwind)

### 参加アルバム
- キラン・アルワリア : 『アーム・ザミーン』 - Aam Zameen: Common Ground (2011年、自主制作)
- キラン・アルワリア : Wanderlust (2007年、World Connection)
- マイク・クラーク : Carnival of Soul (2010年、Owl Studios)
- サニー・ジャイン : Mango Festival (2004年、Zoho)
- ルドレシュ・マハンサッパ : Kinsmen (2008年、Pi)
- ルドレシュ・マハンサッパ : Apti (2008年、Innova)
- デイヴ・ピエトロ : The Chakra Suite (2008年、Challenge)
- アダム・ルドルフ : Turning Towards the Light (2015年、Cuneiform)